# Love TV 情歌精選 3
《Love TV 情歌精選 3》，是由正視音樂有限公司發行的唱片，這唱片於2012年3月29日發行。

## 歌曲目錄
| 編號 | 歌名       | 歌手               | 屬于的劇集            | 曲種   |
| 01   | 年少無知   | 林保怡 陳豪 黃德斌 | 《天與地》            | 片尾曲 |
| 02   | 沒時間後悔 | 陳奐仁 歐陽靖      | 《怒火街頭》          | 主題曲 |
| 03   | 獨行       | 謝天華             | 《潛行狙擊》          | 主題曲 |
| 04   | 底線       | 黃宗澤             | 《潛行狙擊》          | 片尾曲 |
| 05   | 目擊       | 黎耀祥 吳卓羲      | 《法證先鋒III》       | 主題曲 |
| 06   | 雪下思     | 鄭嘉穎             | 《鐵馬尋橋》          | 主題曲 |
| 07   | 團圓       | 吳卓羲             | 《團圓》              | 主題曲 |
| 08   | 半圓       | 徐子珊             | 《團圓》              | 插曲   |
| 09   | 盡快愛     | 黃宗澤             | 《隔離七日情》        | 主題曲 |
| 10   | 刀槍不入   | 陳潔靈             | 《女拳》              | 主題曲 |
| 11   | 回見       | 劉璇               | 《女拳》              | 片尾曲 |
| 12   | 相處之道   | 曾路得             | 《誰家灶頭無煙火》    | 主題曲 |
| 13   | 今朝有酒   | 太極               | 《九江十二坊》        | 主題曲 |
| 14   | 細味       | 謝天華             | 《五味人生》          | 主題曲 |
| 15   | 春風化雨   | 陳豪 吳卓羲        | 《點解阿Sir係阿Sir》  | 主題曲 |
| 16   | 太錯       | 黃宗澤             | 《等 我愛你》（電影） | 主題曲 |